# Полиноми на Чебишов
Полиноми на Чебишов, наричани също многочлени на Чебишов, са две редици от ортогонални полиноми, наречени на името на руския математик Пафнутий Чебишов. В зависимост от това към коя редица принадлежат, биват съответно полиноми на Чебишов от първи и втори ред.

## Дефиниция
Полиномите на Чебишов от първи ред се дефинират от следното рекурентно съотношение:
{\displaystyle {\begin{aligned}T_{0}(x)&=1\\T_{1}(x)&=x\\T_{n+1}(x)&=2xT_{n}(x)-T_{n-1}(x).\end{aligned}}}
За полиномите на Чебишов от втори ред рекурентното съотношение, с което се дефинират, е както следва:
{\displaystyle {\begin{aligned}U_{0}(x)&=1\\U_{1}(x)&=2x\\U_{n+1}(x)&=2xU_{n}(x)-U_{n-1}(x).\end{aligned}}}